# A Groovy Kind of Love
A Groovy Kind of Love – piosenka napisana w 1965 roku przez Carole Bayer i Toni Wine do ronda sonatiny G-dur Muzia Clementiego. Pierwszym wykonawcą utworu był amerykański duet Diane & Annita, jednak piosenka zdobyła popularność w wykonaniu zespołu The Mindbenders, osiągając 2. miejsca na listach przebojów: brytyjskiej UK Singles Chart i amerykańskiej Hot 100. Jeszcze większym sukcesem okazała się wersja Phila Collinsa z 1988 roku, która zajęła 1. miejsca na listach przebojów w: Irlandii, Polsce, RPA, Stanach Zjednoczonych, Szwajcarii, Wielkiej Brytanii i Włoszech.

## Powstanie piosenki
Piosenka A Groovy Kind of Love została napisana w 1965 roku przez Carole Bayer Sager i Toni Wine do ronda sonatiny G-dur Muzia Clementiego, które w wersji oryginalnej jest wyraźnie szybsze. Wyraz „groovy” w tytule oznaczał w połowie lat 60. coś dobrego, pozytywnego, „wdechowego”. Jak wspominała Wine w jednym z wywiadów, pomysł przyszedł im do głowy spontanicznie, a piosenka powstała w ciągu 20 minut. Pierwszymi wykonawcami piosenki byli duet Diane and Annita (Wand Records), a w Stanach Zjednoczonych Patti LaBelle and the Bluebelles (Atlantic Records; obie wersje piosenki przeszły jednak bez echa).

### Wersja The Mindbenders
30 października 1965 roku rozpadł się zespół Wayne Fontana and the Mindbenders. Pozostali jego członkowie postanowili kontynuować działalność jako trio pod skróconą nazwą The Mindbenders. Rolę głównego wokalisty przejął Eric Stewart. 10 grudnia ukazał się debiutancki singiel tria,„A Groovy Kind of Love”. Sukcesu singla nie zdołał jednak zdyskontować wydany w lipcu album A Groovy Kind of Love, osiągając zaledwie 92. miejsce na brytyjskiej liście przebojów. Nieco lepiej wypadł kolejny singiel autorstwa spółki Carole Bayer Sager/Toni Wine, „Ashes to Ashes”, debiutując na 55. miejscu na liście i dochodząc ostatecznie do 14. miejsca. The Mindbenders podjęli próby, żeby zdyskontować sukces „A Groovy Kind of Love”, jednak ich starania nie przyniosły powodzenia. 20 listopada 1968 roku zespół przestał istnieć.

#### Skład zespołu
- Eric Stewart – gitara prowadząca, główny wokal
- Bob Lang – gitara basowa
- Ric Rothwell – perkusja

#### Pozycje na listach przebojów
| Kraj              | Lista            | Najwyższa pozycja |
| ----------------- | ---------------- | ----------------- |
| Kanada            | RPM Top Singles  | 4                 |
| Irlandia          | Top 100 Singles  | 9                 |
| RPA               | Springbok Radio  | 10                |
| Wielka Brytania   | UK Singles Chart | 2                 |
| Stany Zjednoczone | Hot 100          | 2                 |

### Wersja Phila Collinsa
Piosenka „Groovy kind of love” znalazła się w filmie Buster, którego bohaterem jest Phil Collins, także jako aktor. Film nawiązuje do słynnego Napadu stulecia z pociągu Glasgow-Londyn, który miał miejsce w latach 60.. Phil Collins zaproponował umieszczenie piosenki w filmie, bo uważał, że będzie pasowała, jednak sam początkowo nie chciał jej wykonać. Kiedy jednak zrealizował razem z Tonym Banksem wersję demo i usłyszał ją w surowej wersji filmu jako podkład do romantycznej sceny ze swoim udziałem, zmienił zdanie i nagrał powtórnie piosenkę z orkiestrowym podkładem, nad którego produkcją czuwała Anne Dudley i ta wersja została wydana na singlu. Została sprzedana w liczbie ponad 1 miliona kopii. Artysta stwierdził, że po premierze filmu zadzwonił do niego sam Książę Karol.

#### Pozycje na listach przebojów
| Kraj              | Lista                                 | Pozycja |
| ----------------- | ------------------------------------- | ------- |
| Australia         | ARIA Singles Chart                    | 2       |
| Austria           | Ö3 Austria Top 40                     | 6       |
| Belgia            | Ultratop 50                           | 1       |
| Francja           | Les charts français (Top 200 Singles) | 15      |
| Holandia          | Dutch Top 40                          | 2       |
| Irlandia          | Top 100 Singles                       | 1       |
| Niemcy            | Deutsche Singlecharts                 | 3       |
| Norwegia          | VG-lista Top 20 Singles               | 2       |
| Nowa Zelandia     | Recorded Music NZ                     | 3       |
| Polska            | Lista przebojów Programu Trzeciego    | 1       |
| RPA               | Springbok Radio                       | 17      |
| Szwajcaria        | Schweizer Hitparade                   | 1       |
| Szwecja           | Sverigetopplistan (Top 100 Singles)   | 5       |
| Wielka Brytania   | UK Singles Chart                      | 1       |
| Włochy            | Hit Parade Italia                     | 1       |
| Stany Zjednoczone | Hot 100                               | 1       |